# Isabel Parra
Isabel Parra, all'anagrafe Violeta Isabel Cereceda Parra (Santiago del Cile, 29 settembre 1939), è una cantautrice cilena, figlia della celebre cantautrice Violeta Parra, sorella del cantante Ángel Parra e nipote del poeta Nicanor Parra.

## Biografia
Isabel Parra nasce a Santiago del Cile nel 1939 e inizia la propria carriera musicale all'età di 13 anni quando incide il suo primo disco assieme alla madre Violeta Parra. Da allora ha interpretato e registrato le canzoni di alcuni tra i più famosi cantanti folk latino-americani. Assieme al fratello Ángel Parra forma in quegli anni un lungo sodalizio musicale come duo con il nome Isabel y Ángel Parra, formazione che ha inciso svariati album e che rimarrà attiva fino alla fine degli anni ottanta.
A causa del golpe cileno del 1973 è costretta all'esilio perché nella lista nera della giunta militare degli artisti da eliminare in Cile. Dopo aver passato un mese rinchiusa nell'ambasciata venezuelana a Santiago, riuscirà a mettersi in salvo all'estero. Rimarrà soprattutto a Parigi per molti anni, dove riceverà nel 1983 un premio dal ministro della cultura francese come miglior artista dell’anno. Rientrata in Cile solamente alla fine della dittatura di Pinochet, nel 1989 crea la Fundacion Violeta Parra di cui è presidente e riprende la sua attività musicale per il mondo riscuotendo fama e riconoscimenti.
Ha ricevuto una borsa di studio dalla Fondazione Guggenheim di New York per il completamento del libro Ni toda la tierra entera (2003) con la sua storia di esilio.
In Cile ha ricevuto numerosi riconoscimenti nella sua qualità di autrice e compositrice. Tra i quali: il Fondo di Sviluppo per le Arti e la Cultura del Governo del Cile per i suoi progetti musicali, per due volte ha raggiunto il primo posto nel concorso di musica folk del Festival de Viña del Mar, il Premio Apes per la miglior produzione musicale 2006 per il suo album Ni toda la tierra entera, ed il riconoscimento come una figura chiave della musica cilena donatogli della società cilena di Copyright, la Sociedad Chilena del Derecho de Autor.
Dal 2007 collabora con il musicista e arrangiatore napoletano Roberto Trenca con il quale ha inciso due dischi: Continuación (2007) e Con los pies sobre la tierra (2014).
Nel 2008 ha ricevuto l’ambito premio della Presidenza della Repubblica donatogli dal capo di stato cileno, la presidentessa Michelle Bachelet.
Isabel Parra ha suonato molto dal vivo durante la sua carriera e si è distinta quale importante figura all'interno del movimento della Nueva Canción Chilena. Ha inciso i suoi dischi per la Peña de los Parra e la DICAP in Cile; per I Dischi Dello Zodiaco in Italia, per Le Chant Du Monde e altri in Francia e infine nuovamente in Cile per la Oveja Negra. Nella sua vastissima carriera ha diviso il palco con i più grandi artisti della scena musicale sudamericana come Victor Jara, Inti illimani, Quilapayun, Silvio Rodriguez, Maria Betania, Cique Barque De Ollanda, Leon Gieco, Milton Nascimiento, Pablo Milanes, Mercedes Sosa.

## Discografia parziale

### Discografia solista

#### Album
- 1968 - Volumen 2
- 1969 - Cantando por amor
- 1970 - Violeta Parra
- 1971 - De aquí y de allá
- 1972 - Canto para una semilla con gli Inti-Illimani
- 1972 - Isabel Parra Y Parte Del Grupo De Experimentación Sonora Del ICAIC con il Grupo De Experimentación Sonora Del ICAIC
- 1973 - Lieder aus Chile con i Quilapayún
- 1974 - Vientos del pueblo con Patricio Castillo
- 1976 - Isabel Parra de Chile
- 1977 - Cantos de Violeta
- 1978 - Canto per un seme con gli Inti-Illimani ed Edmonda Aldini
- 1979 - Acerca de quién soy y no soy
- 1981 - Canto para una semilla (elegía) con gli Inti-Illimani e Marés González
- 1983 - Tu voluntad es mas fuerte que el destierro
- 1987 - Enlaces
- 1994 - Como dos rios
- 2000 - Colores
- 2007 - Continuación (Isabel Parra- Roberto Trenca)
- 2006 - Ni toda la tierra entera (Libro e cd)
- 2014 - Con los pies sobre la tierra
- 2019 - Saludos a todos con gli Inti-Illimani

### Discografia come Isabel y Ángel Parra

#### Album
- - 1963 - Au Chili avec los Parra de Chillán (come Los Parra de Chillan)
  - 1965 - La peña de los Parra (con Patricio Manns e Rolando Alarcón)
  - 1966 - Los Parra de Chile
  - 1967 - De Violeta Parra
  - 1968 - La peña de los Parra vol. II
  - 1972 - Du Chili déchiré
  - 1976 - Isabel y Ángel Parra
  - 1981 - Isabel et Ángel Parra